# 경상남도청 소관 공직유관단체 목록
경상남도 소관 공직유관단체 목록은 경상남도청의 공직유관단체에 대해 기술한다.

## 목록

### 체육회
- 경상남도체육회
- 경상남도장애인체육회

### 의료원
- 경상남도마산의료원

### 공사·출자기업
- 경남개발공사
- 통영관광개발공사
- 김해시도시개발공사
- 거제해양관광개발공사
- 함안지방공사
- 합천유통

### 재단법인
- 경남테크노파크
- 경남신용보증재단
- 경남로봇랜드재단
- 경상남도람사르환경재단
- 경남발전연구원
- 경남한방약초연구소
- 경상남도청소년지원재단
- 창원문화재단
- 진주바이오산업진흥원
- 진주시좋은세상복지재단
- 통영국제음악재단
- 사천문화재단
- 사천시청소년육성재단
- 김해시복지재단
- 김해문화재단
- 김해시차세대의생명융합산업지원센터
- 밀양문화재단
- 남해마늘연구소
- 거제시문화예술재단
- 거제시희망복지재단
- 양산시복지재단
- 하동녹차연구소
- 거창문화재단
- 경상남도자원봉사센터

### 사단법인
- 경상남도교통문화연수원

### 시설관리공단
- 창원경륜공단
- 창원시시설관리공단
- 밀양시시설관리공단
- 양산시시설관리공단
- 창녕군시설관리공단
- 경남문화예술진흥원